# Chone
Chone, oficialmente San Cayetano de Chone, es una ciudad ecuatoriana; cabecera cantonal del Cantón Chone, así como la cuarta urbe más grande y poblada de la Provincia de Manabí. Se localiza en el centro-norte de la región Costa, en una extensa llanura, atravesada por el río Chone, a una altitud de 17 msnm y con un clima lluvioso tropical de 27 °C en promedio.
Es popularmente llamada "La Ciudad de los Naranjos en Flor". En el censo de 2022 tenía una población de 54.629 habitantes, lo que la convierte en la vigésima octava ciudad más poblada del país y la tercera de la provincia. La ciudad es el núcleo del área metropolitana de Chone, la cual está constituida además por ciudades y parroquias rurales cercanas. El conglomerado alberga a más de 150.000 habitantes.
Sus orígenes coloniales datan del siglo XVIII, pero es a mediados del siglo XX, debido a su ubicación geográfica, cuando presenta un acelerado crecimiento demográfico que la convertiría posteriormente en uno de los principales núcleos urbanos de la provincia. Es uno de los más importantes centros administrativos, económicos, culturales y comerciales de Manabí. Las actividades principales de la ciudad son el comercio, la ganadería, y la agricultura.

## Historia

### Época colonial
Tras la creación de los Gobiernos de Caráquez en 1562, los territorios de Chone, que en aquel entonces limitaban con la serranía ecuatoriana, fueron incorporados a una nueva jurisdicción. Esta inclusión formó una región dispersa y no delimitada, con una existencia y población comunes mencionadas en la documentación de la época. Como un punto de referencia geográfica durante la Alcaldía Mayor de las Bodegas de Caráquez, Chone empezó a consolidarse como un tambo mestizo  poco habitado a lo largo del río que lo cruza.
Estuvo posiblemente dirigido como una vastísima ranchería bajo la administración de una persona elegida directamente por el alcalde Mayor de Bahía de Caráquez. A la función de la persona dirigente debió llamársele Guardabosques, Capataz General o Vaquero Contador, cuyo cargo tenía una naturaleza jurídica monetaria, cual prebenda se podía comprar, rentar y hasta heredar; tenía la responsabilidad de contabilizar los potrerajes, salvaguardar los intereses feudales y comerciales de la monarquía española e inspeccionar las mercaderías y cargas que venían desde Quito y hacían descanso de establecimiento temporal en Chone para la reincorporación de los abastos que Chone producía. Tras extinguirse la Alcaldía Mayor de Caráquez, Chone pasa a depender geográficamente del Gobierno de las Esmeraldas para que en 1768 sus territorios pasaron a incorporarse adjuntados al Partido de La Canoa en la Gobernación Civil y Militar de Guayaquil.
El Chone de Indias no existió sino hasta la fundación del 7 de agosto de 1789, cuando las autoridades virreinales le dieron categoría de villa. Hasta 1629 las naves que traían comercio desde Panamá llegaban a Bahía y esto compuso un pequeño monopolio de exportación e importación beneficioso para la zona, pero perjudicial para los intereses de Guayaquil, por lo que los virreyes como Diego Fernández de Córdoba Marqués de Guadalcázar y Luis Jerónimo Fernández de Cabrera y Bobadilla IV Conde de Chinchón tomaron decisiones a favor de ese puerto, solo considerando privilegios a la ruta de Panamá a Guayaquil.
El Capitán Juan Vera Rivera fue nombrado con fecha del 16 de marzo de 1737 como Teniente de Corregidor de San Antonio de Caráquez y Punta Canoa (que incluían los territorios de actuales de Chone, Flavio Alfaro y El Carmen). En 1765 fue designado Teniente de Gobernador de San Antonio de Caráquez Pascual Pérez de Villamar. En esta época Chone se incluía en este titulaje y nombramiento jurídico. 
Desde 1772 ya se nombra a Chone como parroquia preponderante en la parte nororiental de la actual provincia de Manabí, tal es el caso de que en aquel tiempo ya se nombra a Saturnino Cedeño como Teniente Gobernador de Cabo Pasado, Chone y Tosagua con juramento efectuado el 15 de septiembre de 1772, y en el mismo año también fue elegido interinamente con las mismas funciones Marcos Fernando de Vera. Nicolás Santos con fecha de posesión realizada el 30 de mayo de 1781 se hizo cargo del título de Teniente de Gobernador de Cabo Pasado, Chone y Tosagua. 
Como parroquia eclesiástica, fue fundada el 7 de agosto de 1789, por el religioso mercedario portovejense Fray José Antonio Cedeño y Macías, y bautizada como Villa Rica de San Cayetano de Chone. Se entiende esta fecha por fundación española y no como parroquialización, debido a que esta maniobra político-religiosa fue supuestamente una medida más de las famosas Reformas borbónicas encabezadas por el reinado de Felipe V de España que aluden erróneamente que la fundación de Chone data inexplicablemente sin fundamento desde 1735. La Fecha de fundación coincide en el calendario católico con el aniversario de fallecimiento de San Cayetano de Thiene, el santo de los trabajadores. 
Desde mediados del siglo XVIII, la pequeña villa de Chone, consolidaba aún una ruta obligada en un tumultuoso camino hacia Quito, a pesar de que el camino más importante eran los que guiaban rutas desde Puerto Viejo. Para aquel entonces Bahía de Caráquez había dejado de tener importancia naval y marítima desde el siglo XVII, y por lo tanto Chone había dejado de ser ruta fluvial, quedándose en el abandono de las autoridades españolas que a duras penas con esfuerzos presentaban desde Lima y Bogotá indiferencias con el humilde cabildo de Portoviejo, tales impases se dan a notar en las Actas del Cabildo Colonial de Guayaquil donde claramente se expresa los desentendimientos entre cabildantes de Portoviejo con los de Guayaquil haciendo referencias a cuestiones domésticas y legales que fueron desde los tributos, las quejas, peticiones hasta el mismo atraso de diligencias y se nota el complicado sistema burocrático a la española que era toda una decadente y anticuada forma de dirigir los destinos de las comarcas en la Real Audiencia de Quito. 
Por su parte Bahía de Caráquez había quedado olvidada en las manos de las autoridades españolas de la época desde su anulación en 1590 tras su conformación denominada Gobierno de Caráquez, incluso solo los primeros presidentes de la Real Audiencia confiaban en su posición de puerto mientras que para Lima, Bahía era exactamente otra debilidad geográfica española más, muy apetecida por piratas y sus círculos más allegados, por lo que definitivamente se cree que se la iba se despoblar al cabo de las disposiciones que se dieran por los Virreyes, pero estos por descuidos se negaron a cumplirlas teniendo miedo a que no se podrán llevar noticias de embarcaciones hacia Lima desde la ciudad de Panamá o Cartagena de Indias, mientras Coaque y Cabo Pasado se habían convertido simplemente en una especie de puertos de descanso que dejaron solo una pequeña huella de ayuda para saciar las diligencias de las autoridades coloniales cuando traslado se hiciere desde puertos centroamericanos y caribeños hacia ciudades sudamericanas del virreinato. 
Bahía de Caráquez era un cuchillo de doble filo para las autoridades coloniales, si se la despoblaba en concreto se corría el riesgo de que los piratas la hagan su alojo y empiecen desde allí su travesía para llegar a descubrir los caminos de la Real Audiencia de Quito o tomarse posesión de esas costas despobladas, mientras que por otra parte era una especie de defecto común si se gastaba dinero en elevarla a categoría de puerto, porque el costo sería un desafío para la Corona española, además de la terribles consecuencias que tendría que promoverse al aceptar la rendición de un puerto en dominios netamente españoles.
Desde 1640 hasta 1715 España tuvo que enfrentar duramente los destinos de su economía y sus instituciones; forzando a sus colonias a la austeridad y el desgaste. Aunque los impedimentos fueron para Bahía de Caráquez como desarrollo portuario desafiando los privilegios de la corona que estuvo siempre a favor de Guayaquil, este último puerto y astillero de la Mar del Sur también tuvo que adherirse a las correspondientes restricciones y limitaciones comerciales que el Real y Supremo Consejo de Indias le impuso para no se cometieran los tráficos y contrabando de productos indianos con puertos que y destinos que no sean españoles y exclusivamente con puertos indianos que estuvieren prohibidos por la misma corona de comercio dentro de las mismas colonias.
Mientras que Bahía de Caráquez era un diminuto poblado, refiriéndonos a Chone existían solo caseríos o grupos de casas alrededor de la actual ciudad a los pies del actual cerro Guayas, sus alrededores y en los sitiales cercanos a la actual ciudad de Chone, además en otra de las periferias del actual cantón había grandes haciendas y fincas definidas en la ahora carretera hacia Quito en todas las zonas que llegan hasta El Carmen, incluyendo sectores de San Antonio y Canuto, porque en aquella época los territorios de Chone llegaban hacia algunos puntos de Santo Domingo por el este y que por el oeste limitaban con Caráquez que ocupaba hasta Pedernales.
Fue pasada la década de 1740 cuando los territorios septentrionales y la selva oriental de Chone pasan a pertenecer al nuevo partido de La Canoa que lo creó la gobernación de Guayaquil. El libro Chone Viejo en su IV tomo relata que ya es en 1799 cuando definitivamente Chone se consolida como un poblado conocido, y que el párroco Cayetano Ramírez y Fita dio nuevamente la categoría oficial de parroquia eclesiástica debido a las incertidumbres del siglo XVIII, al no permitir que definitivamente se fundase Chone por estar el territorio donde se asentaba muy desconcertado de las circunstancias humanas de la época que hacían inhabitable el lugar, la incógnita a resolver no es exactamente que fecha fue definitiva para la fundación de 1735 sino más bien en que lugar fue acordada esta fundación documentada por las autoridades españolas. Sin embargo a pesar de las dudas quedará siempre esta incógnita porque si deducimos que la de 1799 se realizó a los pies del cerro Guayas en la actual ciudad que está trazada de la forma española con solares, manzanas y cuadras específicamente habrá sido este el lugar donde ocurrió la de 1735.

### Periodo Independentista
El 24 de diciembre de 1820, Chone, se une a las solemnidades y consideraciones que hicieron presente Jipijapa y Portoviejo, tras jurar fidelidad al movimiento octubrino que desencadenó definitivamente la independencia de la ciudad de Guayaquil junto a sus dominios políticos, y con ello se acató la indiferencia de cualquier indicio relacionado con el dominio colonial español en la mayor parte de la actual costa ecuatoriana.
Chone, según la ley de Elecciones de la Provincia Libre de Guayaquil y el Reglamento Provisorio Constitucional de la Provincia de Guayaquil, pasaría a ser junto a la Canoa un solo partido proporcionalmente populoso que comprendería toda la zona norte de la todavía inexistente provincia de Manabí, parte de las actuales provincias de Esmeraldas y Santo Domingo. El articulado 4 de la Ley de Elecciones dice lo siguiente respecto de la división político-administrativa de la nueva república soberana e independiente: 

Que todo juez de partido, luego que llegue a sus manos la orden que le comunique el señor Jefe Político Interino, convoque, en todo el partido, a todos los que sean cabeza de familia para que, en el primer día festivo, elijan sus diputados, a pluralidad de votos, y que nadie sea rechazado.

El artículo cuatro, claramente especifica que las ciudades leales al movimiento libertario y que formen parte de la división político-administrativa de la Provincia Libre de Guayaquil tendrán que elegir como representantes suyos a los diputados por medio de las disposiciones tomadas desde la Jefatura Política Interina dictaminada para los Jueces de Partido. Además, el articulado da a conocer que estas órdenes deberán ser acatadas mediante la adecuada celebración de un día festivo. Este es el caso de Chone, que aprovechando la Nochebuena en el advenimiento al nacimiento de Jesús, se realizase dicha reunión para nombrar a los legítimos representantes de cada partido, es decir, en la actualidad de cada cantón, junto a su parroquia sede o cabecera cantonal correspondiente, como lo aclara la actual legislación ecuatoriana. 
En el artículo cinco de la misma Ley de Elecciones da a conocer el número de diputados que se elegirán por cada partido, dejando en claro incluso que el ahora cantón Chone estaba ligado junto a La Canoa como la consolidación de un solo partido que comprendía para entonces la zona inferior Norte de la República de Guayaquil. El articulado cuatro dice lo siguiente para dejar las potestades jurídicas de cada partido para elegir sus respectivos representantes: 

Que el pueblo de Samborondón elija 2; Babahoyo 2; Caracol 1; Baba con Pimocha 4; Puebloviejo con Ventanas 2; Palenque 1; El Estero 1; Balzar 1; Daule 5; Santa Lucía 1; Yaguachi 2; Balao con la Puná 1; Machala 2; El Morro 2; Chongón 1; Colonche 1; Chanduy 1; La Punta 2; Jipijapa 4; Montecristi 2; Charapotó 1; Canoa con Chone 1; Pichota (Rocafuerte) 1; Guayaquil 16.

En orden geográfico consta el número de diputados que podrá elegir cada partido frente al gobierno revolucionario de Guayaquil. Chone pudo elegir junto a Canoa un solo diputado en el lugar 22 que ubica el articulado antepenúltimo a la ciudad capital de Guayaquil. 
Por lo tanto fue la primera vez en la historia de Chone que su propio cabildo menor categóricamente denominado parroquia civil se alzó en contra de la dominación española, aprovechando las intenciones de Guayaquil para constituirse independiente, junto al masivo apoyo de sus ciudadanos que vieron un desinterés de desacredito generalizado por la incapacitada autoridad de los gobiernos de la corona acorde a sus decadentes sistemas políticos de manejo interno que incluso en la Europa de su tiempo fue considerado obsoleto y anticuado, por lo que se acordó incluir a Chone como parte del aquel movimiento revolucionario que se constituyó en un gobierno democrático constituido provisionalmente desde sus inicios, dado el apoyo de las Juntas Electorales porteñas.
Es posible que las seguidas desatenciones de los gobiernos coloniales crearan en Chone disimuladamente intenciones de Independencia que llegó a consolidar definitivamente Guayaquil. Con la adhesión de Chone a la independencia de Guayaquil, automáticamente se dejó de guardar mercedes, favores y lealtad a Don Fernando VII, diluyendo a las intenciones de otro Bonaparte al hacerse nuevamente con la llamada Corona de las Indias e incluyéndose Chone a la conformación de la nueva República Independiente de Guayaquil. En la actualidad es difícil entender la razón por la cual no es conmemorada este fecha tan importante para la historia y sociedad chonense, pero es realmente lógico que debido a las celebraciones cristianas y católicas referidas a la celebración de la Nochebuena ha resultado casi imposible darle otro sentido a los rituales de las fiestas y celebraciones que en durante todo diciembre el mundo católico realiza. 
Acta de Proclamación de la Independencia de San Cayetano de Chone, adhiriéndose a la Independencia de Guayaquil del 9 de octubre de 1820, titulada el Acta de Chone, donde se reconoce a la gesta libertaria del pueblo guayaquileño, al cual los chonenses le guardaron fidelidad en un comunicado público que efectuó el cabildo de aquel entonces, uniéndose a la Aurora Gloriosa de Octubre como mayor anhelo de libertad al pueblo chonense. Esta acta se hace efecto la proclama de Guayaquil. El acta dice: 

En el pueblo de San Cayetano de Chone, a los veinticuatro días de Diciembre de mil ochocientos veinte años, fueron convocados todos los ciudadanos libres de este vecindario, en esta casa de cabildo y con asistencia del elector ciudadano José Bernardo Plaza, procedieron los señores padres de familia y dieron sus votos y sacaron de Alcalde al ciudadano Juan Bautista Zambrano y del mismo modo eligieron de Procurador Síndico al ciudadano Pedro de la Chica y de Regidor al ciudadano Manuel José Quintero para el Gobierno Patriótico de este Cantón tuvieron a bien, dichos señores electos nombrar de Secretario al ciudadano José Morales, a quien el elector le tomó juramento haciendo lo mismo con el Alcalde Procurador y Regidor, quienes ofrecieron ser fieles a la Patria, y para que este Ayuntamiento sea reconocido por tal en la Junta Electoral, mándese copia de esta Acta a los señores Intendentes y Vocales de la Junta de Gobierno de Santiago de Guayaquil con oficio. 

Así lo dijeron y firmaron conmigo dicho Secretario y Elector por lo que certifico:
José Bernardo Plaza.                         Juan Bautista Zambrano.
Pedro de la Chica.                           Manuel José Quintero.
Manuel José Morales
Secretario.
Es fiel copia del Acta original que corre en el Archivo de mi cargo a la que me refiero.
En San Cayetano de Chone, Diciembre 28 de 1820.
Ante mí;
Manuel José Morales.
Secretario.

Esta acta se ejecuta junto al Acta de Independencia de Guayaquil, como documento jurídico verídico, que equivalió a un comunicado solemne de los habitantes de Chone, consagrándose a la nacionalidad guayaquileña de aquel entonces. Aún transcurrido el tiempo la sociedad chonense en la actualidad no ha sabido valorar la importancia estratégica de esta célebre fecha que considera la independencia guayaquileña que conmemoró definitivamente la libertad absoluta de los territorios de Chone respecto de la dominación española.

### Época republicana
Cuando ocurrió la provincialización de Manabí mediante los decretos del congreso grancolombiano de Bogotá expedidos por Francisco de Paula Santander y confirmado el decreto por el libertador Simón Bolívar el entonces constituido caserío de San Cayetano de Chone ya se le atribuye el título de parroquia civil a Chone al mismo tiempo que Tosagua y otras parroquias que pasaron a formar parte de la populosa jurisdicción del partido de Montecristi. Fue una de las primeras ciudades de Ecuador que dio lugar a uno de los conflictos simbólico-armados más destacados. Entre dichos conflictos están la Batalla de Los Amarillos el 1 de mayo de 1895, con la Proclama Liberal de Chone que se realizó un 5 de mayo de 1895, motivada y debida a la maniobra política del entonces Gobernador de la provincia del Guayas, el expresidente José María Plácido Caamaño con la Venta de la Bandera Nacional que causó la Revolución Liberal en el Ecuador, desconociendo inmediatamente al gobierno del entonces presidente Dr.Luis Cordero Crespo y proclamándose públicamente jefe de la máxima magistratura del Estado al Gral. Don Eloy Alfaro Delgado en la presidencia de la República. Un mes después de los sucesos ocurridos en Chone, con mucha coincidencia en Guayaquil, un 5 de junio de ese mismo año proclama Presidente al mismo General Alfaro.

## Política

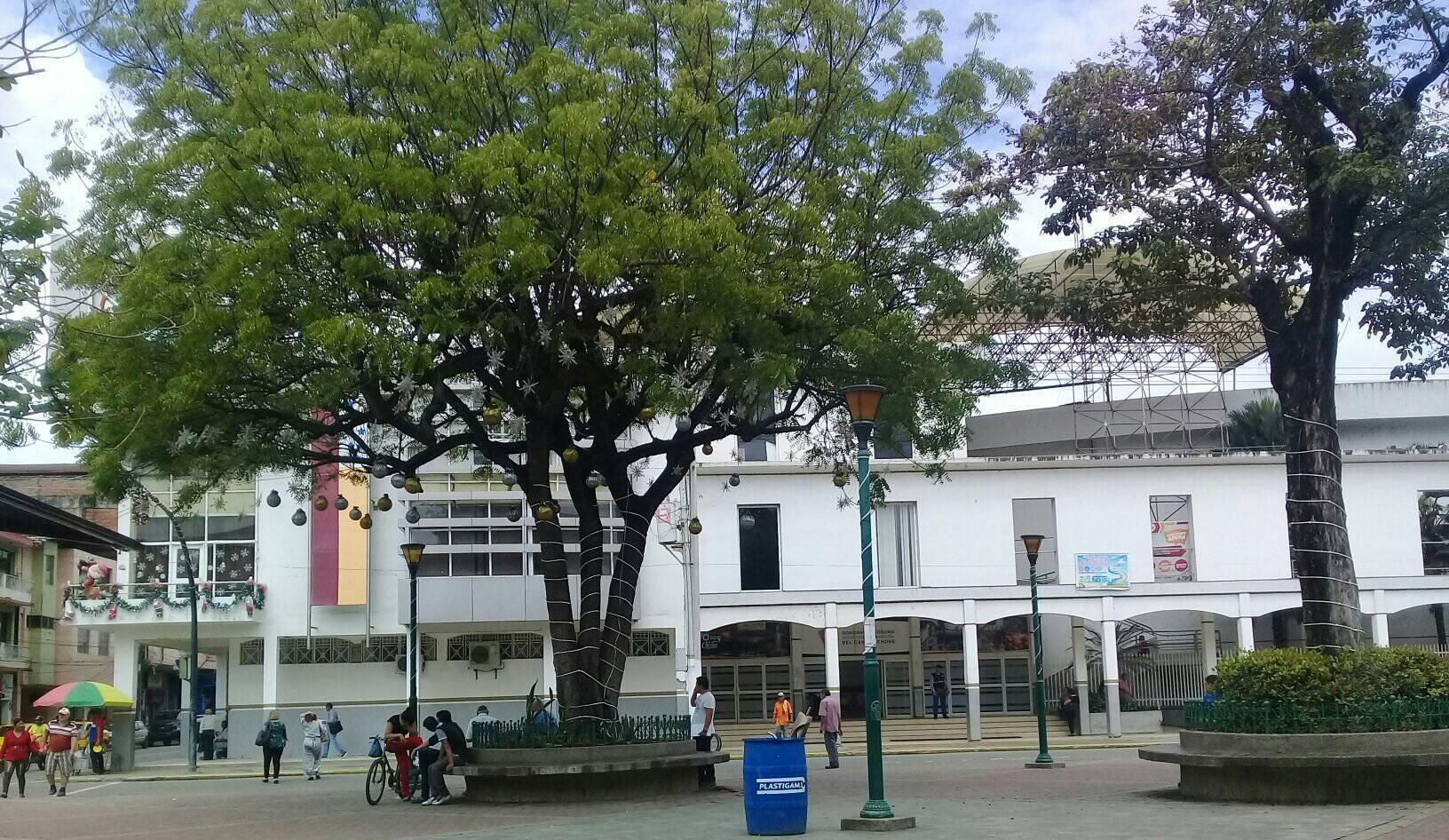
Sede de la Alcaldía de Chone.

La ciudad y el cantón Chone, al igual que las demás localidades ecuatorianas, se rige por una municipalidad según lo estipulado en la Constitución Política Nacional. La Municipalidad de Chone es una entidad de gobierno seccional que administra el cantón de forma autónoma al gobierno central. La municipalidad está organizada por la separación de poderes de carácter ejecutivo representado por el alcalde, y otro de carácter legislativo conformado por los miembros del concejo cantonal.
El alcalde ocupa una dignidad significativa cuando asume sus funciones, tanto es así, que se lo considera heredero del jefe indio que dominó las zonas actuales de Chone en tiempos precolombinos, por lo que se considera que el rango a ocupar del alcalde en su despacho es el Sillón del Chuno y Sillón del Colibrí. Aunque el alcalde de Chone se encuentra sujeto a las mismas leyes que sus similares de otros cantones ecuatorianos y a las normativas implicadas en el desempeño de las funciones administrativas constadas en la Constitución, además históricamente los alcaldes de Chone fueron denominados Presidentes del Consejo Cantonal por periodos a mediados del siglo XX. De acuerdo con la legislación ecuatoriana vigente actualmente, el alcalde o alcaldesa de Chone también automáticamente adquiere un puesto en el concejo de su provincia asignada, es decir que se consagra jurídicamente como Consejero Provincial de Manabí.

### División Política
El cantón se divide en parroquias que pueden ser urbanas o rurales y son representadas por los Gobiernos Parroquiales ante la Alcaldía de Chone. La urbe dos parroquias urbanas:
- Chone
- Santa Rita

## Geografía

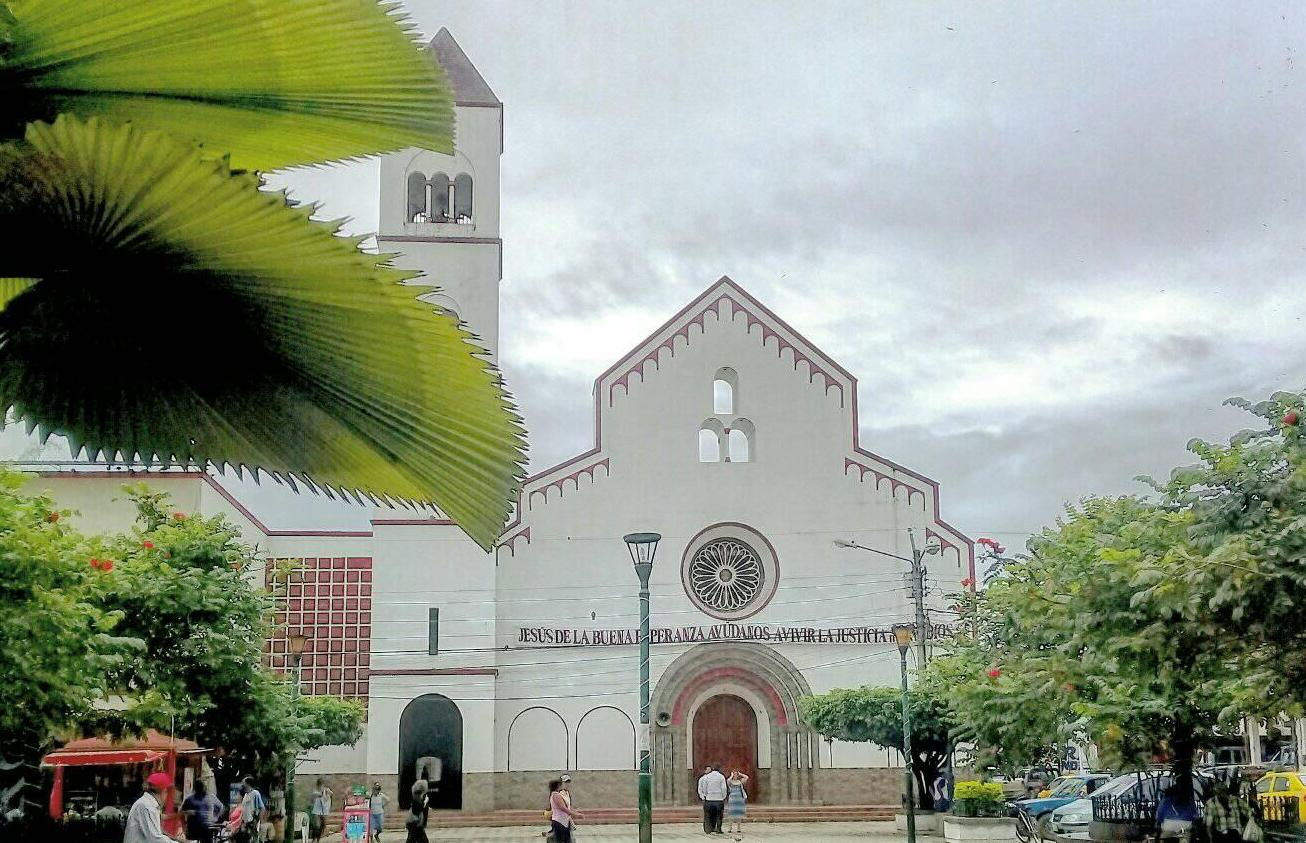
Iglesia de San Cayetano.

La ciudad está rodeada de cerros y lomas que forman pequeños sistemas de elevaciones litorales con alturas que sobrepasan los 100 metros sobre el nivel del mar. En una de las llanuras costeras más bajas de la zona Norte de Manabí es donde se encuentra ubicada la Ciudad de Chone siendo fundada geográficamente entre los territorios pantanosos, semisecos, subtropicales y húmedos que derivan de la Cordillera Occidental de los Andes adyacente directamente al Océano Pacífico y a los pueblos relacionados directamente con la geografía costeña. El relieve más alto está concentrado en la parte sureste, siendo su mayor altitud en el Cerro Blanco con 560 metros. 
La cadena montañosa se asemeja a una pequeña corriente o micro ascendencia de la Cordillera Occidental de los Andes. Por el lado Oeste y Noroeste de la ciudad se encuentra rodeada por tres elevaciones terráqueas que se definen como tres cerros, y el mayor de estos se ubica en el medio conformando el conocido mirador turístico Cerro Guayas, donde se encuentra edificada la estatua del Cristo Redentor de Chone.

### Límites
Chone limita:
- Al norte con la provincia de Esmeraldas y el cantón Pedernales;
- Al sur con los cantones de Pichincha, Bolívar y Tosagua;
- Al este con El Carmen, Flavio Alfaro y la provincia de Santo Domingo y,
- Al oeste con los cantones Sucre, San Vicente, Jama y Pedernales.

### Clima
Chone es por excelencia una urbe subtropical de abundante y rica flora y fauna por lo que la ciudad se edificó en un territorio muy parecido a la selva ecuatoriana. El clima predominante es el cálido seco en verano, que va desde junio hasta noviembre, en épocas normales; y el cálido lluvioso en época de invierno, que va de diciembre a mayo. En verano los vientos modifican el clima y su temperatura oscila entre los 23 y 28 grados centígrados, mientras que en invierno alcanza los 34 grados centígrados, considerándose uno de los climas más inestables y desequilibrados de las regiones costeras del Pacífico sudamericano.
Puesto que a lo largo de su historia la ciudad ha sido afectada por una serie de inundaciones masivas y continuas que en su espacio geográfico (Provocadas por el Fenómeno de El Niño 1998-1999 en la estación inverna ecuatoriana) perjudican su rica y productiva economía basada en la agricultura y ganadería. Las incontrolables inundaciones han acarreado un sinnúmero de pestes y epidemias tropicales que han afectado a la población considerándolas incluso como normales y comunes por hoy. Entre las citadas están el dengue, paludismo, etc.

### Hidrografía
En Chone está la cuenca hídrica más grande de la provincia, que la forma el Río Chone y sus afluentes. En el norte del cantón nacen las microcuencas del Peripa y del Daule. La red hidrográfica está constituida por ríos, terrenos sujetos a inundación, lagos y charcos intermitentes, y esteros, entre los principales se encuentran: Chone, con sus afluentes Garrapata, Mosquito, Grande, Santo, Sánchez, La Pulga, Cañitas, Zapallo, Monito, Cucuy, Palalache, Convento, Manta Blanca, Plátano, La Iguana, Yahuila y Quiebra Cabeza.

### Coordenadas geográficas
- Latitud S 0° 50' / S 0° 40' y
- Longitud W 80° 15' / W 80° 0'
- Coordenadas Planas UTM (aprox):
- Norte: 9907880 / 9926300 y
- Este: 583450 / 611270
- Código Internacional: 3591-I

## Cultura
La ecuatorianidad da a conocer que el Montubio (prototipo masculino del campesino criollo) y la Comadre (prototipo femenino de la campesina criolla) han sido como en el resto de la costa ecuatoriana el eje fundamental en la integridad del nacimiento de sus culturas desde finales del siglo XIX donde la identidad criolla se hizo presente en los antiguos asentamientos de indígenas y mestizos costeños; a ellos se les atribuye difundir un lenguaje corporal muy creativo y melódico o corrido (que es llamado sin pensarlo); puesto que de esta invención gramatical han nacido vocablos, acentos lingüísticos y dejes propios de la zona (Véase Cultura del Ecuador).
Sus costumbres derivan de la mezcla de culturas emigrantes y campesinos españoles con el obrerado indígena. En Chone se los define como un ejemplo y símbolo de identidad, no como una clase social en concreto. Los denominados montubios acostumbran a recitar una serie de epitafios, frases, cuentos, versos y fábulas llamadas propiamente Amorfinos que son una especie de declamación y proclamación criolla que trata sobre temas amorosos, cotidianos, feministas, machistas, realidades y sucesos del momento, etc. dirigidos a un grupo seleccionado de personas o dedicados en el anonimato a alguien. 
El Amorfino en sí es una serie de versos donde se conjugan las últimas sílabas de las palabras sea desde el principio y final de la frase, pronunciándola a capela o entonado con una melodía que es ejecutada en su mayoría de veces con una guitarra. La música nacida de la melodía criolla son el Pasillo, San Juanito, La Cumbia, Bolero y hasta Ranchera o Salsa, en el caso del amorfino más o menos es una mezcla entre la copla española muy similar al fandango junto con la literatura hispanoamericana enmarcada en el realismo del campesinado y obrerado que convive con los animales y la vegetación rústica del entorno, solo que con un sentido y léxico muy originales, enfrascándose principalmente en la graciosidad de las ocasiones abordando cualquier tema de forma chistosa, burlesca, animosa o en extremos ridiculizante, los montubios siempre dicen que hay que sonreírle a la vida, cantarle y dedicarle muchas cosas bonitas porque, vida solo hay una. 
Son personas muy alegres y religiosas o devotas además de contemplar costumbres paganas heredadas de la cultura hispana latina. Siempre tienen algo que contar; por lo que se saben muchas leyendas y además tienen tradiciones complejas muy notables heredadas de los antepasados que dieron consejos anunciados por sus antecesores. Los apellidos más comunes son: Zambrano, Mendoza, Solorzano, Valencia y Cornejo.

### Leyenda aborigen del Colibrí
Cuenta la historia que en la época de los Chonanas cuando una mujer alumbraba, la partera le preparaba una pócima especial a base del corazón de un colibrí o picaflor, un pájaro exótico del trópico ecuatorial que lucha siempre por subsistir con el polen de las flores. El corazón del colibrí era disecado y se lo disolvía junto al zumo de la flor de naranjo, es decir, se cocciona la flor de naranjo en agua. Según la tradición cuando el bebe nacía se le daba un poco de la pócima ya que si era niño heredaba la bravura y valentía del colibrí y si era niña se le transmitía la belleza de la flor de naranjo.

## Fútbol
El Club Social, Cultural y Deportivo Grecia es el equipo de fútbol de Chone. Fue fundado el 15 de abril de 1986 y hasta este año 2014 jugó en la Serie B de Ecuador.

### Estadio Los Chonanas
El Estadio Los Chonanas es un estadio multiusos. Está ubicado en la avenida Carlos Alberto Aray y calle 7 de Agosto de la ciudad de Chone, provincia de Manabí. Es usado mayoritariamente para la práctica del fútbol. Tiene capacidad para 3.000 espectadores.
Desempeña un importante papel en el fútbol local, ya que los clubes choneros como el Grecia y Magali Masson hacían y/o hacen de locales en este escenario deportivo.
El estadio es sede de distintos eventos deportivos a nivel local, así como es escenario para varios eventos de tipo cultural, especialmente conciertos musicales (que también se realizan en el Coliseo Freddy Arteaga de Chone).